# IC 4619
IC 4619 је спирална галаксија у сазвјежђу Херкул која се налази на листи објеката дубоког неба у Индекс каталогу.
Деклинација објекта је + 17° 45' 32" а ректасцензија 16h 44m 11,1s. Привидна величина (магнитуда) објекта IC 4619 износи 14,1 а фотографска магнитуда 14,9. IC 4619 је још познат и под ознакама CGCG 110-5, PGC 58871.